# Церковь Святой Елизаветы (Висбаден)
Це́рковь Свято́й Пра́ведной Елисаве́ты (нем. Russisch-Orthodoxe Kirche der heiligen Elisabeth in Wiesbaden) — православный храм в городе Висбаден, расположенный на горе Нероберг.
Относится к Берлинской и Германской епархии Русской православной церкви заграницей. Настоятель — архиепископ Марк (Арндт). При храме располагается дом священника и кладбище, которое является старейшим православным кладбищем в Европе.

## История
В 1844 году состоялось бракосочетание герцога Адольфа-Вильгельма Нассауского и великой княжны Елизаветы Михайловны, дочери великого князя Михаила Павловича (1798—1849). Но 16 (28) января 1845 года Елизавета Михайловна скончалась при родах вместе с новорождённой девочкой. Герцог Адольф был настолько потрясён утратой, что решил построить церковь на могиле своей умершей жены.
Первый проект церкви в 1845 году представил местный зодчий Г. Хюбш. Однако он был отклонён, так как не соответствовал православным канонам.
Храм был заложен в 1847 году. Основные средства на строительство были переданы, с разрешения Николая I, из приданого герцогини Елизаветы. Общая стоимость строительства составила 2500000 марок. Проектирование и строительство церкви было поручено старшему офицеру по строительству (нем. Oberbaurat) Филиппу Гофману (нем. Philipp Hoffmann), специалисту по русскому церковному зодчеству.
Освящение храма протоиереем Иоанном Янышевым состоялось 13 (25) мая 1855 года в честь святой праведной Елисаветы, святой покровительницы умершей принцессы. На следующий день гробы Елизаветы Михайловны и её ребёнка были перенесены в склеп церкви. На освящении храма присутствовал знаменитый русский поэт князь Петр Андреевич Вяземский, который посвятил этому событию стихотворение.
Прихожанами церкви стали члены уже существовавшей в Висбадене русской православной общины, русские гости и путешественники, для которых Висбаден был популярным курортным местом в XIX веке. Император Николай II посещал службы в церкви во время своих визитов в Германию вместе со своей женой Александрой Фёдоровной. В честь посещения царя в церкви укреплена памятная золотая доска. Позже община прихожан расширилась за счет участников белого движения, покинувших страну и осевших в Германии.
Богослужения в храме проходили только в летний период. Зимой службы проводились в домовой Елизаветинской церкви при миссии (Kapellenstraße, 19). До 1917 года к храму были приписаны церкви в Дармштадте и Бад-Эмсе.
В девяностых годах XX века внутреннее убранство храма было обновлено, в особенности мраморные детали и фрески. Склеп церкви обновлялся с 2002 по 2005 годы.
Здание храма было дважды запечатлено на марках государственной почты Германии (нем. Deutsche Bundespost), 4 июня 1991 года и 12 августа 2003 года. В настоящее время комплекс русского православного храма Святой праведной Елисаветы является достопримечательностью Висбадена.

## Архитектура, убранство
Храм выстроен в русско-византийском стиле из светлого песчаника. В качестве образца архитектор взял постройки Константина Тона, в частности Петропавловскую церковь в Петергофе. Храм рассчитан на 400 человек.
Фасады церкви расчленены прилегающими колоннами и прорезаны посредине высокими тройными окнами, обрамленными колонками и килевидными наличниками. Нижний ярус трактован как цокольный. Главный портал оформлен парными невысокими колоннами, на которые опирается полуциркульная перспективная арка. Порталы и наличники сделаны из белого мрамора. Над окнами помещены круглой формы горельефы из серого песчаника, изображающие небесных покровителей усопшей и её родителей (работы Э.-А. Хопфгартена из Берлина). Высокие барабаны с арочными окнами увенчаны золочёными куполами (главный имеет высоту 9 м).
Интерьер церкви убран разными сортами мрамора: коричневым немецким, серым шведским, светло-жёлтым родосским, белым каррарским, чёрно-белым египетским. Колонны — из тёмно-серого с белыми прожилками мрамора.
Высокий трехъярусный иконостас, завершённый конхой, вырезан по рисунку Хофмана из белого каррарского мрамора скульпторами Джузеппе Маньяни и Я. Лундбергом. 25 икон на золотом фоне написаны академиком Тимофеем Неффом. Иконы были пожертвованы великой княгиней Еленой Павловной.
Фрески исполнил О. Р. Якоби, роспись купола — Август Хопфгартен. В убранстве церкви активно использовалась скульптура (рельефы ангелов над золочёными медными дверьми). Кроме того, интерес представляют медальоны с портретами скульпторов и художников, которые работали над созданием убранства храма: Неффа, Малакини, Маньяни, братьев Хопфгартенов и Леонхардта. Также были помещены изображения Филиппа Хофманна и К. А. Тона.
До настоящего времени не сохранился витраж с изображением воскресшего Спасителя, изготовленный в Мюнхене Максом Эйнмиллером.
У северной стены в полукруглой нише находится саркофаг из каррарского мрамора, поверх которого лежит изваяние скончавшейся герцогини Елизаветы: она представлена спящей, на голове венок из роз; левая рука приложена к сердцу, правая опущена. Стороны саркофага украшены рельефными изображениями двенадцати апостолов, углы — христианских добродетелей. Надгробие было создано Э.-А. Хопфгартеном, который за образец взял гробницу королевы Луизы Прусской.

## Церковный дом
Церковный дом в швейцарском стиле выстроен одновременно с храмом справа от него. В нём находились помещения для сторожа и священника, а также для спевок церковного хора.

## Православное кладбище
Расположенное в лесу православное кладбище было устроено через год после освящения храма. Здесь на двух террасах были погребены: светлейший князь Георгий и светлейшая княгиня Ольга Александровна Юрьевские, Н. Е. Марков, Корфы, Ребиндеры, граф К. И. Остен-Сакен, княгиня В. П. Бутера ди Радали (урождённая Шаховская), Н. В. Султанов, А. И. Бутаков, Н. В. Всеволожский, Алексей Явленский, Борис Кит.
Кроме того, здесь были погребены некоторые архиереи Русской православной церкви заграницей: митрополит Серафим (Ляде), архиепископ Нафанаил (Львов) и архиепископ Агапит (Горачек).

## Галерея

Вид на храм со стороны города
Информационная доска о храме на стене кладбища
Информационная доска о церковной общине на стене кладбища
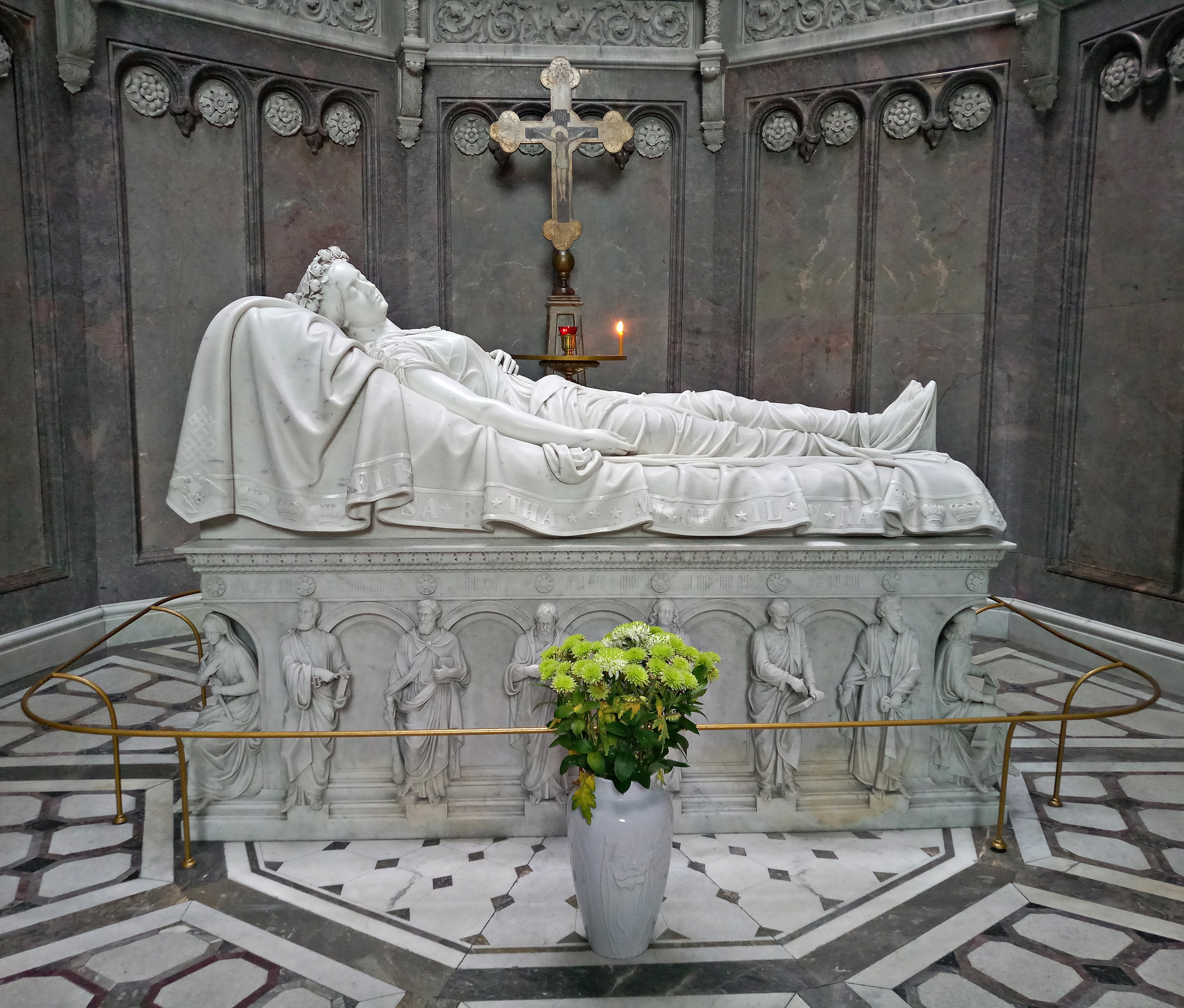
Могила княгини  Елизаветы Михайловны